# Pera mildbraediana
Pera mildbraediana là một loài thực vật có hoa trong họ Peraceae. Loài này được Mansf. mô tả khoa học đầu tiên năm 1925.